# Ludwig Gottschalk
Ludwig Gottschalk (geboren 3. Dezember 1876 in Rheidt, Deutsches Reich; gestorben 30. November 1967 in Cali, Kolumbien) war ein deutscher Filmverleiher und -produzent, ein Pionier der deutschen Kinematographie.

## Leben und Wirken
Gottschalk hatte vermutlich eine kaufmännische Ausbildung erhalten, ehe er 1909 mit seiner Firma Düsseldorfer Film-Manufaktur Ludwig Gottschalk den ersten bedeutenden Filmverleih im Rheinland etablierte. Es gelang ihm, den dänischen Film Afgrunden mit der als Filmschauspielerin vollkommen unbekannten dänischen Mimin Asta Nielsen am 3. Dezember 1910 in Deutschland (Düsseldorf) unter dem Titel Abgründe herauszubringen. Das Drama wurde ein Riesengeschäft und bewog Gottschalk dazu, eine eigene Produktionsfirma hochzuziehen.
Für seine ersten Filme konnte er den bereits am Theater als Regisseur fest etablierten Film-Novizen Reinhard Bruck gewinnen. Unter Gottschalks Ägide sammelte auch der nachmals berühmte Filmregisseur Richard Oswald, der damals (1911) als Schauspieler wie Bruck am Düsseldorfer Schauspielhaus engagiert gewesen war, seine ersten Erfahrungen mit dem Zelluloidmedium. Bis zum Ausbruch des Ersten Weltkriegs stellte Gottschalk sowohl Spiel- als auch Dokumentarfilme her und konzentrierte sich als Verleiher auch weiterhin auf dänische Filme, die zu dieser Zeit größtes Ansehen in Deutschland besaßen, brachte aber auch den einen oder anderen französischen Film auf den deutschen Markt.
Gemeinsam mit seinem Bruder Eduard hatte er im August 1913 die Düsseldorfer Film Manufactur Ludwig Gottschalk GmbH in Berlin gegründet. Im Dezember 1914 übernahm Max Seckelsohn die Geschäftsführung und wandelte das Unternehmen im Oktober 1915 in die Berliner Film-Manufaktur GmbH um.
Gottschalks Niedergang zeichnete sich schon während des Weltkriegs ab. In den 1920er Jahren trat er kaum noch als eigenständiger Filmproduzent in Erscheinung, da er von 1922 bis 1928 als Vorstand an der Seite von Franz Bruckmann die Filmhaus Bruckmann & Co. AG (Berlin/Düsseldorf) leitete. In seiner Glanzzeit verfügte das Unternehmen über eine eigene Filmproduktion und brachte als Filmverleih u. a. das zweiteilige Stummfilm-Epos Quo Vadis mit Emil Jannings in die Kinos. Im Dezember 1924 wurde er Geschäftsführer der Bruckmann Theater-Betriebs-GmbH und leitete ab 1. Januar 1925 das von der Filmhaus Bruckmann AG gepachtete Berliner Kino Primus-Palast in der Potsdamer Str. 19.
Nach seinem Ausstieg bei der Filmhaus Bruckmann & Co. AG kehrte Ludwig Gottschalk im Herbst 1929 zur Filmherstellung zurück. In Koproduktion mit der Olympia-Film GmbH entstand der Stummfilm Scapa Flow. Im Januar 1931 gründete er die Gottschalk Tonfilm-Produktionsgesellschaft m.b.H. und stellte zuletzt (im Winter 1931/32) einen Rasputin-Film mit Conrad Veidt in der Titelrolle her. Der Machtantritt der Nazis 1933 bedeutete schlagartig Gottschalks Ende in der deutschen Filmwirtschaft. Wann genau der jüdische Filmpionier emigrierte, ist nicht bekannt. Nach dem Zweiten Weltkrieg knüpfte er wieder Kontakte nach Deutschland und brachte den Rasputin-Film noch einmal in die Kinos. Hochbetagt starb Ludwig Gottschalk in Kolumbien.
Der Bruder Adolf (gebürtig Adolph) Gottschalk (1878–1940) betätigte sich in der Stummfilmzeit ebenfalls als Filmproduzent (Ungo Film Unger & Gottschalk OHG).

## Filmografie
- 1910: Die Beerdigung König Edwards (Aktualität)
- 1911: Vorhang hoch
- 1911: Zouza
- 1911: Halbwelt
- 1912: Mormonbyens blomst
- 1913: Madame Satan
- 1914: Das große Los
- 1914: Gold, Liebe und Verbrechen
- 1914: Fascination
- 1915: Die Schicksalsstunde auf Schloß Svaneskjöld
- 1915: Die Ruinen des Todes
- 1916: Passionsspiele
- 1919: Die Sünderin
- 1923: Im Schatten der Ehe
- 1930: Scapa Flow
- 1931: Schützenfest in Schilda
- 1931: Elisabeth von Österreich
- 1932: Rasputin